# Hexatoma microstoma
Hexatoma microstoma är en tvåvingeart som beskrevs av Edwards 1928. Hexatoma microstoma ingår i släktet Hexatoma och familjen småharkrankar. Inga underarter finns listade i Catalogue of Life.